# Fatou Jeng
Fatou Jeng (Fatou Lamin Jeng; * 30. September 1996 in Banjul) ist eine gambische Umweltaktivistin.

## Biographie
Fatou Jeng wurde am 30. September 1996 in Banjul in Gambia geboren. Sie studierte an der Universität von Gambia und war die erste Präsidentin der Studentenvereinigung der Universität. Jeng absolvierte außerdem die University of Sussex, wo sie einen Master-Abschluss in Umwelt, Entwicklung und Politik erlangte und das Chevening-Stipendium erhielt.
Sie ist mit Adama Njie verheiratet und zusammen haben sie einen Sohn, Muhammed A. Njie.

## Leben
Um 2013 war Jeng Vorsitzende der Children and Community Initiative for Development (CAID). Um 2014 war sie Präsidentin der Kinderhilfsorganisation Child Advocacy Network.
Jeng ist gambische Landeskoordinatorin für Plant-for-the-Planet. 2015 gründete sie die Plant-for-the-Planet Academy, in der bis Mitte 2020 über 500 Menschen an Weiterbildungen teilnahmen, die ihrerseits als Multiplikatoren dienen sollen. Als Vorbild für ihre Arbeit nannte sie die Umweltaktivistin und Friedensnobelpreisträgerin Wangari Maathai, die das Green Belt Movement ins Leben gerufen hatte. Um 2020 war sie Generalsekretärin im globalen Vorstand der Organisation.
Um 2017 engagierte sie sich im Gambia Youth Empowerment Project (YEP).
Jeng absolvierte einen Bachelor in Journalism and Digital Media an der Universität von Gambia. Sie war 2018 die erste Präsidentin der University of the Gambia Students’ Union (UTGSU) und zudem Präsidentin der National Union of Gambia Students (NUGS). Im Dezember 2019 schloss sie ihr Studium mit einer Arbeit zur Presseberichterstattung über den Klimawandel in Gambia ab.
Fatou Jeng gründete die Umweltorganisation Clean Earth Gambia. Zudem ist sie Policy Operations Lead für Gender und Klimawandel bei der Youth Constituency (Youth Climate Movement) der Klimarahmenkonvention der Vereinten Nationen (United Nations Framework Convention on Climate Change, UNFCCC). Im April 2019 nahm sie am Jugendforum des Wirtschafts- und Sozialrats der Vereinten Nationen (ECOSOC) in New York teil. Um 2019 war sie Direktorin der gambischen Landesgruppe des African Youth and Adolescents Network (AfriYAN) sowie Programmkoordinatorin der TAF Africa Foundation.
Jeng ist in der Fridays-for-Future-Bewegung aktiv, hält jedoch Schulstreiks in Gambia für ein weniger effektives Mittel. Anfang 2020 versuchte sie, in Gambia eine nationale Jugendkonferenz zum Klimawandel zu organisieren.
2020 nahm sie mithilfe eines Chevening Scholarships ein Masterstudium in Environment, Development and Policy an der University of Sussex auf.

## Auszeichnungen
Im August 2016 wurde ihr als Deputy National Youth Mobiliser vom gambischen Präsidenten Yahya Jammeh ein July 22nd Revolution Award verliehen.
Das Magazin What’s On Gambia zählte Jeng zu den 30 „most influential young Gambians“ (den einflussreichsten jungen Gambianern) des Jahres 2019. Ebenfalls 2019 wurde sie vom Young Entrepreneurs International Summit (YEIS) zu den 25 aufstrebenden jungen Persönlichkeiten aus Afrika des Jahres (25 Emerging African Young Persons of the Year) gezählt.